# أسامة كمال (وزير)
أسامة كمال (5 أبريل 1959 -) تولّى وزارة البترول والثروة المعدنية المصرية ضمن وزارة هشام قنديل.

## حياته المهنية
- عمل في المكتب الفني لوزير الصناعة السابق مصطفى الرفاعي عند بدء تأسيسه شركة إنبي سنة 1978 بهدف إيجاد كيان مصري ينافس الشركات الهندسية العالمية، في مجال التصميمات البترولية للمنشآت البترولية والغاز والبتروكيماويات مثل بكتل الأمريكية وإيجيب الإيطالية
- مهندس عمليات وحالات الطوارئ بشركة خدمات معالجة المياه والمخلفات «ووتر سيرفيس دايا ايجيبت» في الفترة من يوليو 1981 حتى مارس 1984
- مدير مشروعات بشركة إنبي في الفترة من أبريل 1984 حتى يناير 2000
- مساعد رئيس شركة بتروجيت في الفترة من يناير 2000 حتى يناير 2002
- نائب رئيس الشركة للتخطيط والمشروعات وعضو مجلس إدارة الشركة المصرية القابضة للبتروكيماويات في الفترة من 22 يناير 2002 حتى 12 مارس 2009
- رئيس مجلس الإدارة والعضو المنتدب لشركة موبكو في الفترة من 14 مارس 2009 حتى 14 يونيو 2010
- رئيس مجلس الإدارة للشركة المصرية القابضة للبتروكيماويات في الفترة من 2010 إلى 2012
- وزير البنرول والثروة المعدنية في الفترة من 2012 إلى 2013

## عضوية المجالس والجمعيات العامة
- رئيس اللجنة الاقتصادية بالاتحاد العربي للأسمدة
- عضو بنقابة المهندسين المصرية
- عضو مجلس إدارة جمعية المهندسين الكيماويين
- عضو مجلس إدارة جمعية البترول المصرية
- عضو جمعية الهندسة الإدارية
- عضو غرفة التجارة الأمريكية بالقاهرة
- عضو غرفة التجارة الكندية بالقاهرة
- عضو المجلس التصديري للصناعات الكيماوية والأسمدة